# Chabuata dentosa
Chabuata dentosa là một loài bướm đêm trong họ Noctuidae.